# Svartvit kurrawong
Svartvit kurrawong (Strepera graculina) är en fågel i familjen svalstarar inom ordningen tättingar.

## Utseende och läte
Svartvit kurrawong är en stor och svart kråkstor fågel med en stor, svart näbb och gula ögon. I flykten syns vitt på undersidan av stjärten, stjärtspetsen och på handpennornas bas, hos de flesta underarter även på övergumpen. Liknande grå kurrawong saknar vit övergump och har en smal ljus kant på vingen. Flöjtkråkan är mindre och har ordentligt med vitt på undersidan. Den varierande flöjtande sången beskrivs som ett "curr-a-wong", som alltså gett arten dess namn.

## Utbredning och systematik
Svartvit kurrawong delas in i sex underarter:
- Strepera graculina magnirostris – förekommer i nordöstra Queensland (östra Kap Yorkhalvön till Laura)
- Strepera graculina robinsoni – förekommer i Uplands i nordöstra Queensland (Cooktown till centrala Laura)
- Strepera graculina graculina – förekommer i östra Australien (Central Queensland till Hunter River, NSW)
- Strepera graculina nebuloas – förekommer från sydöstra Australien (centrala New South Wales till södra och östra Victoria), flyttar till norr
- Strepera graculina ashbyi – förekommer i sydvästra Victoria, flyttar till nordost
- Strepera graculina crissalis – förekommer på Lord Howe Island

### Familjetillhörighet
Törnkråkorna i Cracticus, flöjtkråkan (Gymnorhina tibicen), kurrawongerna i Strepera samt de två arterna i Peltops placerades tidigare i den egna familjen Cracticidae. Dessa är dock nära släkt med svalstararna i Artamidae och förs allt oftare dit.

## Levnadssätt
Svartvit kurrawong är en vanlig fågel i öppet skogslandskap och parker. Den födosöker enstaka, i par eller i smågrupper från marken upp till trädtopparna.

## Status och hot
Arten har ett stort utbredningsområde och tros öka i antal. Internationella naturvårdsunionen IUCN listar den därför som livskraftig (LC).